# 백시종
백시종(白始宗, 1944년 4월 9일 ~ )은 대한민국의 소설가이다.

## 생애
경상남도 남해군에서 출생하였으며, 서라벌예술대학 미술과를 졸업하였다. 1966년 《대한일보》 신춘문예에 〈나룻배〉가 입선하였고, 《전남일보》 신춘문예에 동화 〈꽃마음〉이, 장편 《자라지 않는 나무들》이 당선되어 등단하였다. 주요 작품으로 《신화가 보이는 숲》,《자라지 않는 나무들》,《들끓는 바다》,《바람난 황제》 등이 있다. 현란한 낭만주의적 문체를 바탕으로 인간의 욕망과 고뇌의 세계를 깊이있게 다룬 작가이다.